# 2nd Irish Tour 1965 (The Rolling Stones)
2nd Irish Tour 1965 bylo koncertní turné britské rockové skupiny The Rolling Stones, které sloužilo jako propagace studiového alba The Rolling Stones No. 2. Na turné byl natáčen dokumentární film Charlie Is My Darling!

## Seznam písní
Toto je nejčastější hraný seznam skladeb.
Autory všech skladeb jsou Jagger/Richards pokud není uvedeno jinak.
1. Everybody Needs Somebody To Love  (Burke/Wexler/Russell)
2. Pain In My Heart (Neville)
3. Around and Around (Berry)
4. Time Is On My Side (Meade)
5. I'm Moving On (Snow)
6. The Last Time
7. (I Can't Get No) Satisfaction
8. I'm Alright (Diddley)

## Sestava
The Rolling Stones
- Mick Jagger - (zpěv, harmonika, perkuse)
- Keith Richards - (kytara, doprovodný zpěv)
- Brian Jones - (kytara, harmonika, doprovodný zpěv)
- Bill Wyman - (baskytara, doprovodný zpěv)
- Charlie Watts - (bicí)

## Turné v datech
| Datum                     | Město   | Stát          | Místo           |
| ------------------------- | ------- | ------------- | --------------- |
| 3. září 1965 (2 koncerty) | Dublin  | Irsko         | Adelphi Theatre |
| 4. září 1965 (2 koncerty) | Belfast | Severní Irsko | ABC Theatre     |